# Adolphe Bourgeois
Pour les articles homonymes, voir Adolphe Bourgeois (1831-1901) et Bourgeois.
Adolphe Bourgeois est un homme politique français né le 10 septembre 1795 à Paris où il meurt le 26 novembre 1850.

## Biographie
Propriétaire, il est député de la Creuse de 1831 à 1834, siégeant dans la majorité soutenant la Monarchie de Juillet.

## Sources
- « Adolphe Bourgeois », dans Adolphe Robert et Gaston Cougny, Dictionnaire des parlementaires français, Edgar Bourloton, 1889-1891 [détail de l’édition]